# Rollainville
Rollainville est une ancienne commune française située dans le département des Vosges, en Lorraine, dans la région administrative Grand Est. Le 1er janvier 2025, elle fusionne au sein de la commune nouvelle de Neufchâteau, dont elle est une commune déléguée.
Ses habitants sont appelés les Quenetons.

## Géographie

### Géologie et relief
La commune se compose de 0,73 hectares de territoires artificialisés (0,09 %), 416,74 hectares de territoires agricoles (51,32 %) et 395,01 hectares de forêts et milieux semi-naturels (48,65 %).
Espaces naturels :
- Un espace protégé Natura 2000 :

Le cuvegney,
- Quatre zones naturelles d'intérêt écologique, faunistique et floristique (Znieff) :

Pelouses et prairies calcaires de Le Friche à Rollainville,
Pays de Neufchâteau,
Gîte à chiroptères de Neufchâteau,
Forêt de Neufeys et gîte à chiroptères à Vouxey.

### Hydrographie et les eaux souterraines
Hydrogéologie et climatologie : Système d’information pour la gestion des eaux souterraines du bassin Rhin-Meuse :
Territoire communal : Occupation du sol (Corinne Land Cover); Cours d'eau (BD Carthage),
Géologie : Carte géologique; Coupes géologiques et techniques,
 Hydrogéologie : Masses d'eau souterraine; BD Lisa; Cartes piézométriques.
La commune est située dans le bassin versant de la Meuse au sein du bassin Rhin-Meuse. Elle est drainée par le ruisseau Frezelle,.
Le ruisseau Frezelle, d'une longueur totale de 16,4 km, prend sa source dans la commune de Rouvres-la-Chétive et se jette dans le Vair à Soulosse-sous-Saint-Élophe, après avoir traversé quatre communes.

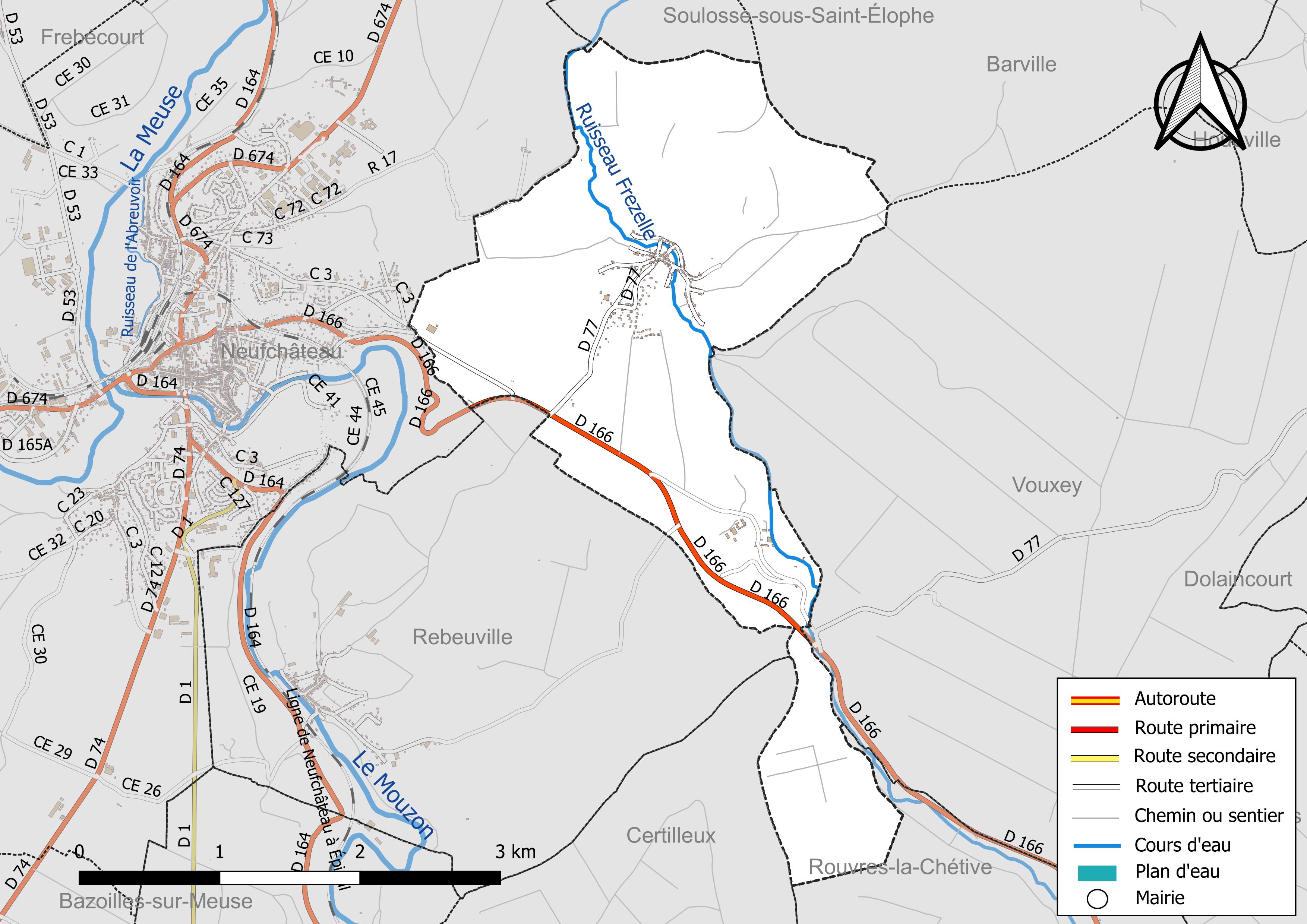
Réseaux hydrographique et routier de Rollainville.

La qualité des eaux de baignade et des cours d’eau peut être consultée sur un site dédié géré par les agences de l’eau et l’Agence française pour la biodiversité.

### Climat
Pour des articles plus généraux, voir Climat du Grand Est et Climat des Vosges.
En 2010, le climat de la commune est de type climat de montagne, selon une étude du Centre national de la recherche scientifique s'appuyant sur une série de données couvrant la période 1971-2000. En 2020, Météo-France publie une typologie des climats de la France métropolitaine dans laquelle la commune est exposée à un climat océanique altéré et est dans la région climatique  Lorraine, plateau de Langres, Morvan, caractérisée par un hiver rude (1,5 °C), des vents modérés et des brouillards fréquents en automne et hiver. 
Pour la période 1971-2000, la température annuelle moyenne est de 9,4 °C, avec une amplitude thermique annuelle de 16,6 °C. Le cumul annuel moyen de précipitations est de 1 007 mm, avec 13,5 jours de précipitations en janvier et 9,8 jours en juillet. Pour la période 1991-2020, la température moyenne annuelle observée sur la station météorologique installée sur la commune est de 10,3 °C et le cumul annuel moyen de précipitations est de 860,3 mm. 
La température maximale relevée sur cette station est de 39,6 °C, atteinte le 25 juillet 2019 ; la température minimale est de −18,2 °C, atteinte le 20 décembre 2009,,. 
| Mois                                  | jan.           | fév.           | mars          | avril         | mai           | juin          | jui.          | août          | sep.         | oct.          | nov.           | déc.           | année      |
| ------------------------------------- | -------------- | -------------- | ------------- | ------------- | ------------- | ------------- | ------------- | ------------- | ------------ | ------------- | -------------- | -------------- | ---------- |
| Température minimale moyenne (°C)     | −0,5           | −0,3           | 1,4           | 4,5           | 7,7           | 11,3          | 13,2          | 12,7          | 9,3          | 6,8           | 3,3            | 0,5            | 5,8        |
| Température moyenne (°C)              | 2,1            | 2,9            | 6,2           | 10,1          | 13,1          | 16,9          | 19,2          | 18,4          | 14,8         | 10,8          | 6,2            | 3              | 10,3       |
| Température maximale moyenne (°C)     | 4,7            | 6              | 10,9          | 15,7          | 18,6          | 22,6          | 25,2          | 24            | 20,2         | 14,8          | 9,2            | 5,5            | 14,8       |
| Record de froid (°C) date du record   | −13,8 09.01.09 | −16,4 05.02.12 | −8,8 15.03.13 | −4,7 14.04.19 | −2 07.05.19   | 0,7 05.06.09  | 4,5 31.07.15  | 3,6 26.08.18  | 0,2 20.09.12 | −6,4 29.10.12 | −11,5 30.11.10 | −18,2 20.12.09 | −18,2 2009 |
| Record de chaleur (°C) date du record | 14,2 01.01.23  | 21,3 27.02.19  | 24,6 31.03.21 | 27,3 25.04.07 | 31,1 28.05.17 | 35,3 26.06.19 | 39,6 25.07.19 | 36,6 07.08.15 | 33 15.09.20  | 27,2 09.10.23 | 21,7 07.11.15  | 15,9 17.12.19  | 39,6 2019  |
| Précipitations (mm)                   | 80,7           | 68,1           | 63,8          | 52,1          | 79,3          | 70            | 57,1          | 83,1          | 59           | 74,3          | 79,3           | 93,5           | 860,3      |

| Diagramme climatique                                  |           |             |             |             |            |              |            |           |             |            |            |
| J                                                     | F         | M           | A           | M           | J          | J            | A          | S         | O           | N          | D          |
| 4,7−0,580,7                                           | 6−0,368,1 | 10,91,463,8 | 15,74,552,1 | 18,67,779,3 | 22,611,370 | 25,213,257,1 | 2412,783,1 | 20,29,359 | 14,86,874,3 | 9,23,379,3 | 5,50,593,5 |
| Moyennes : • Temp. maxi et mini °C • Précipitation mm |           |             |             |             |            |              |            |           |             |            |            |

Les paramètres climatiques de la commune ont été estimés pour le milieu du siècle (2041-2070) selon différents scénarios d'émission de gaz à effet de serre à partir des nouvelles projections climatiques de référence DRIAS-2020. Ils sont consultables sur un site dédié publié par Météo-France en novembre 2022.

## Urbanisme

### Typologie
Au 1er janvier 2024, Rollainville est catégorisée commune rurale à habitat dispersé, selon la nouvelle grille communale de densité à sept niveaux définie par l'Insee en 2022.
Elle est située hors unité urbaine. Par ailleurs la commune fait partie de l'aire d'attraction de Neufchâteau, dont elle est une commune de la couronne,. Cette aire, qui regroupe 72 communes, est catégorisée dans les aires de moins de 50 000 habitants,.

### Occupation des sols
L'occupation des sols de la commune, telle qu'elle ressort de la base de données européenne d’occupation biophysique des sols Corine Land Cover (CLC), est marquée par l'importance des territoires agricoles (51,4 % en 2018), une proportion sensiblement équivalente à celle de 1990 (51,3 %). La répartition détaillée en 2018 est la suivante :
forêts (48,5 %), terres arables (32,7 %), prairies (9,3 %), zones agricoles hétérogènes (9,3 %), espaces verts artificialisés, non agricoles (0,1 %). L'évolution de l’occupation des sols de la commune et de ses infrastructures peut être observée sur les différentes représentations cartographiques du territoire : la carte de Cassini (XVIIIe siècle), la carte d'état-major (1820-1866) et les cartes ou photos aériennes de l'IGN pour la période actuelle (1950 à aujourd'hui).

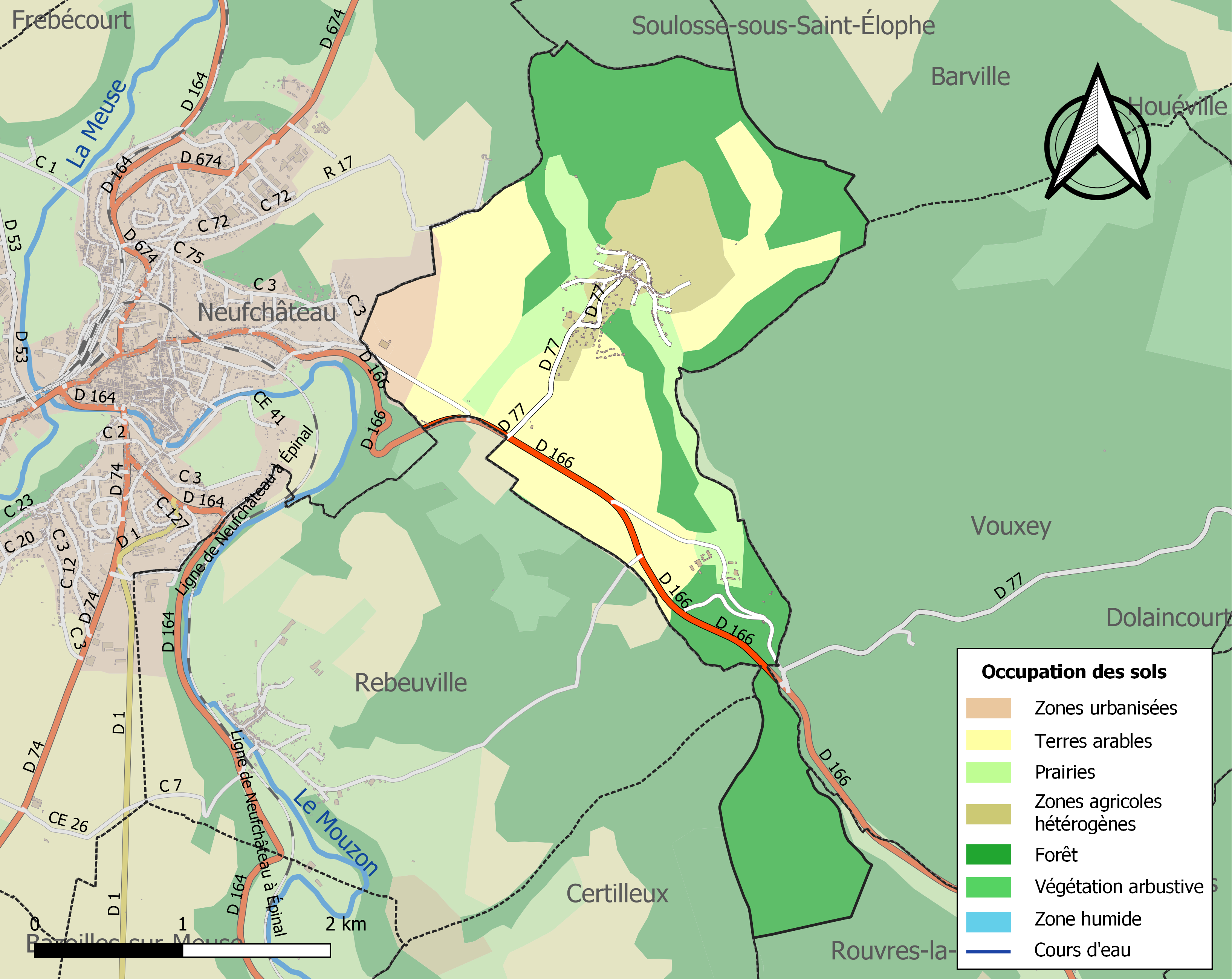
Carte des infrastructures et de l'occupation des sols de la commune en 2018 (CLC).

## Histoire
On lit dans une notice écrite par le Père Lebonnetier, dernier curé de Scarpone, qu'une pierre destinée aux réparations de l'église portait une inscription latine qu'on peut traduire par « Rufus Agricola a consacré ce temple à la déesse Junon ».
Le toponyme de Rollainville (Rohelendis villa) est attesté dès avant 1124. Rollainville appartenait au bailliage de Neufchâteau.
Le canton dont Rollainville a fait partie de 1790 à l'An IX eut pour chef-lieu Removille jusqu'au 25 décembre 1792, puis Vouxey. Le petit canton fut alors partagé entre ceux de Neufchâteau et de Châtenois. Un décret du 21 juillet 1905 a réuni à Rollainville le territoire de la commune supprimée de L'Étanche.
Le 1er janvier 2025, Rollainville est absorbée par Neufchâteau pour former la commune nouvelle éponyme dont la création est actée par un arrêté préfectoral du 27 septembre 2024.

## Lieux et monuments

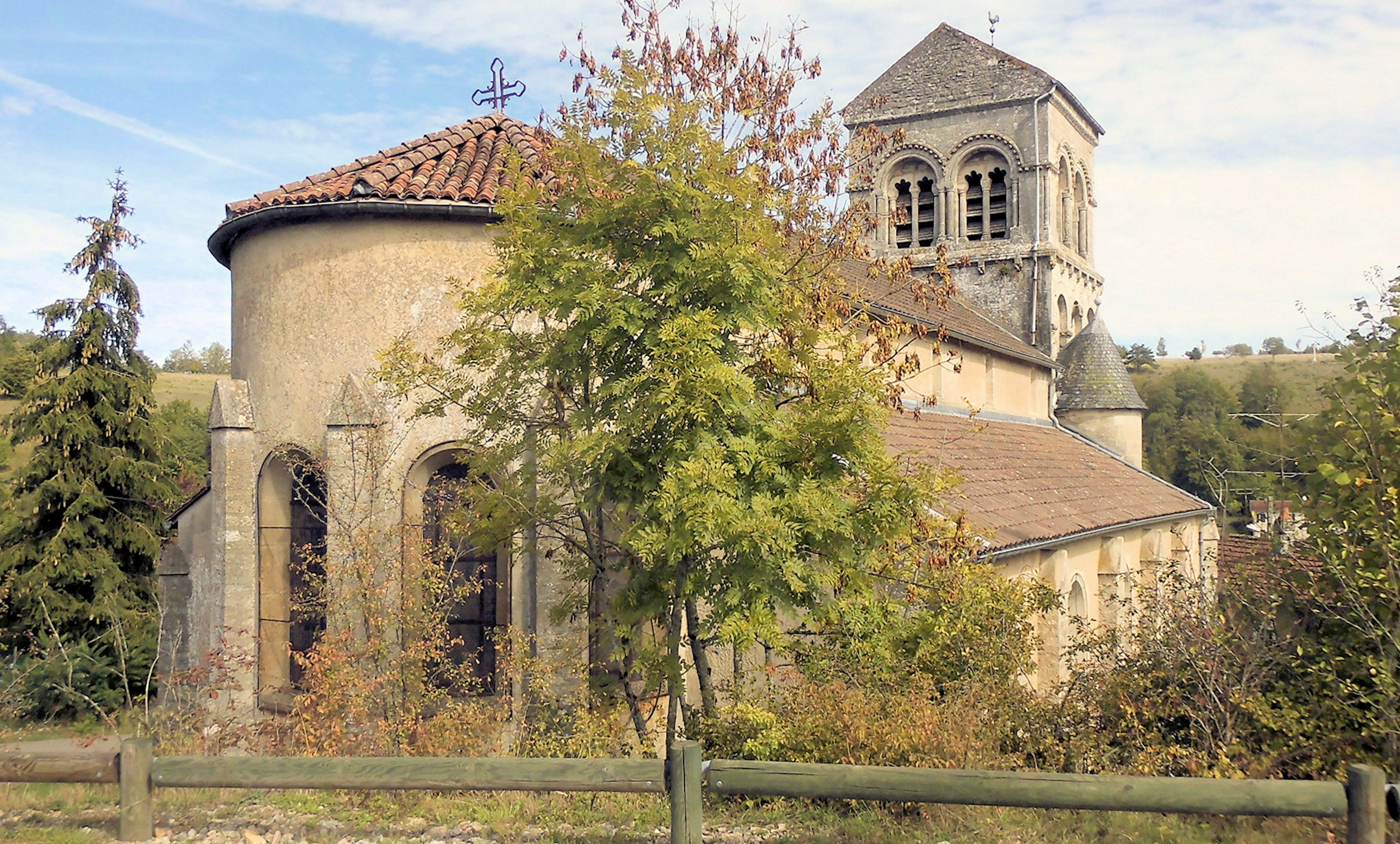
L'église Saint-Rémy.
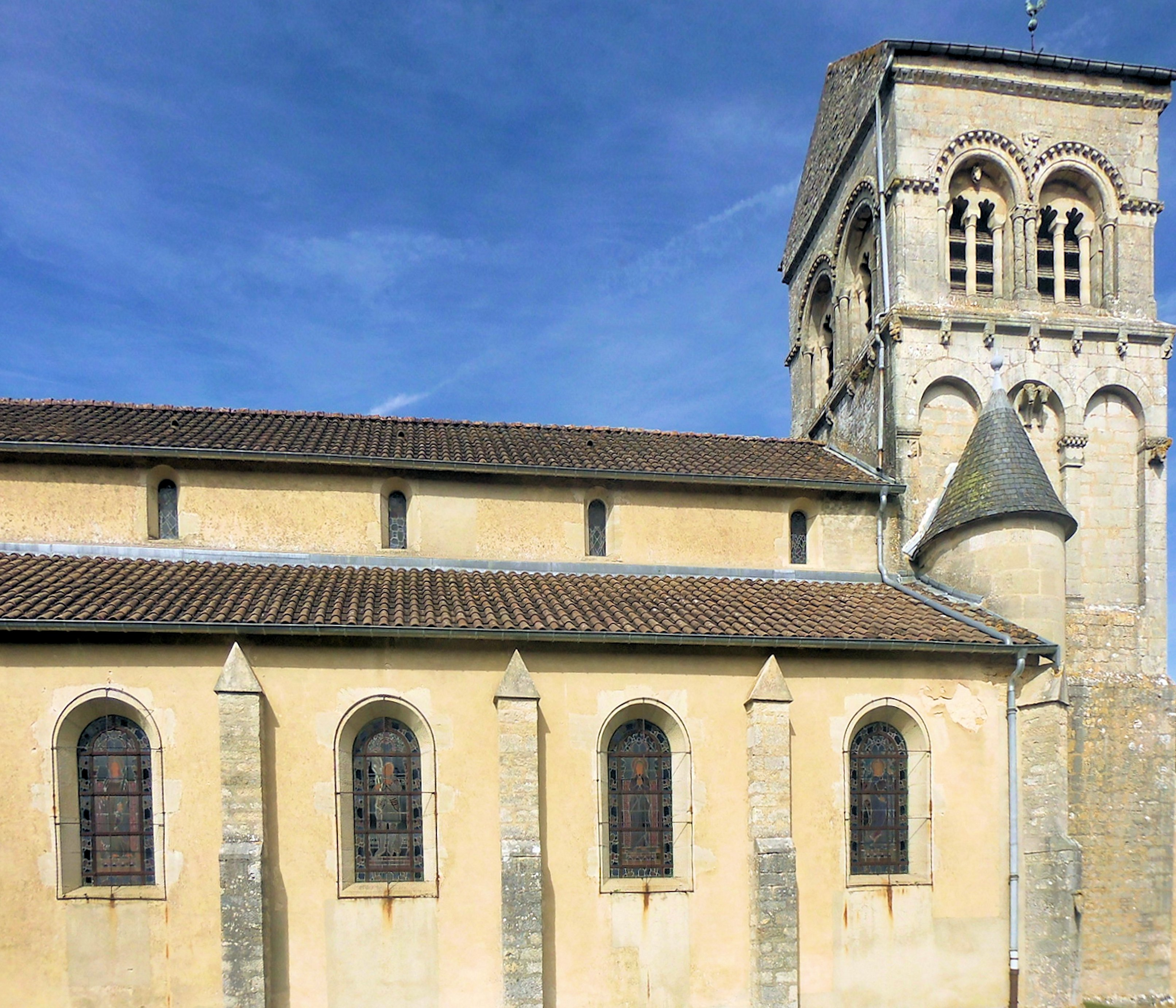
L'église Saint-Rémy, côté sud.
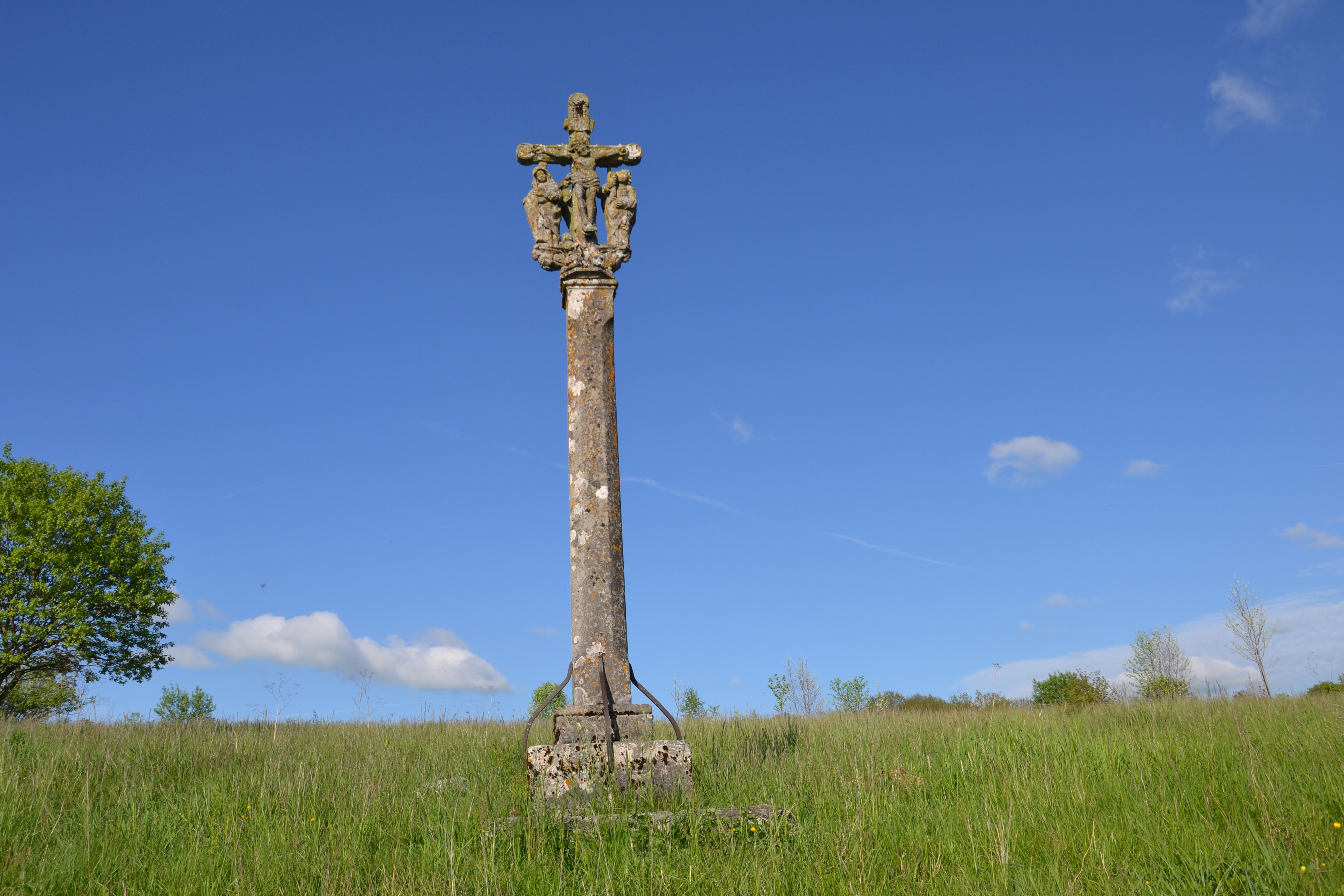
Croix-calvaire située sur la pelouse calcaire de Cuvegney.
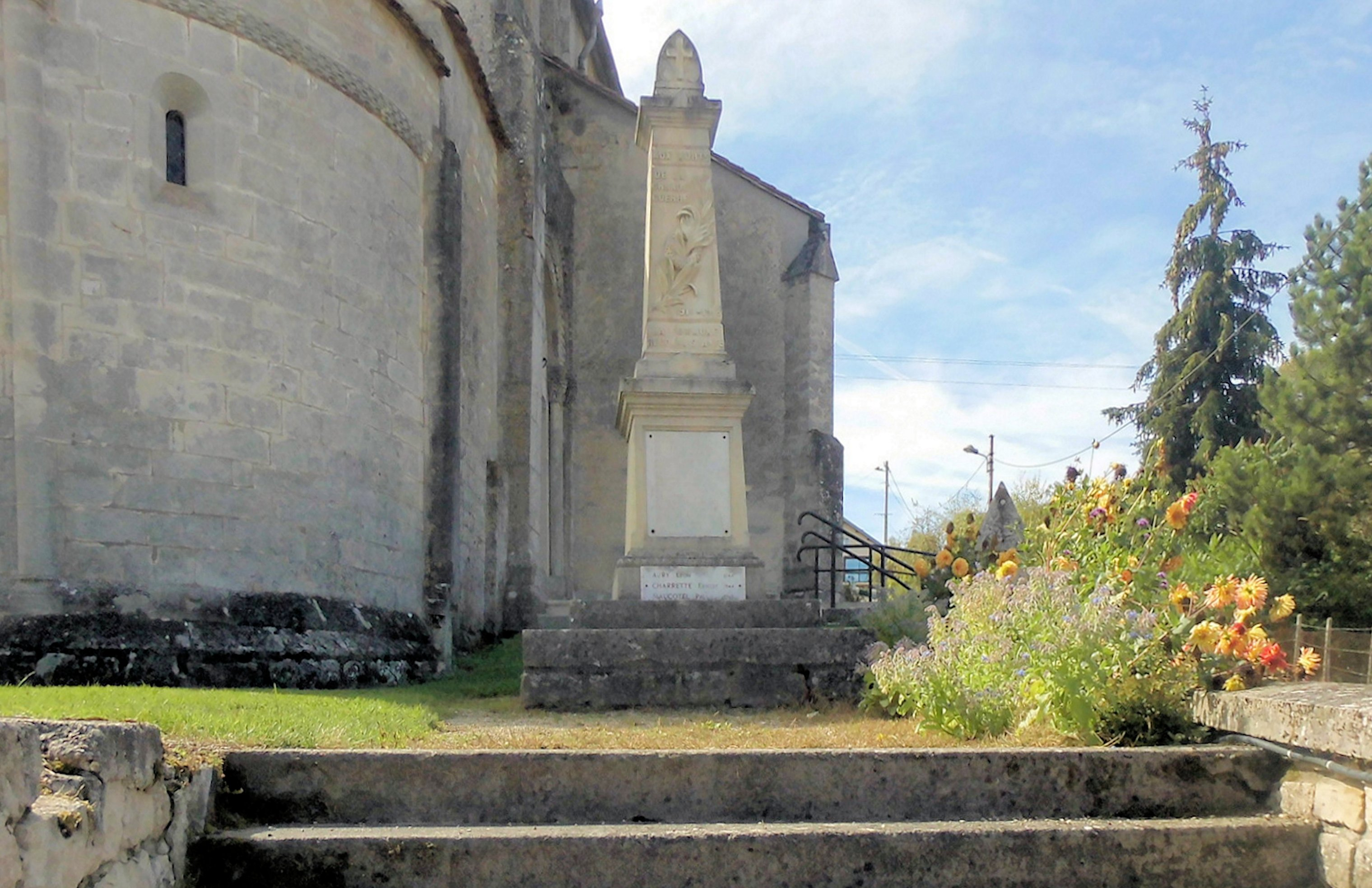
Monument aux morts.

- L'église paroissiale Saint-Rémy[22], annexe de Rebeuville, était dédiée à saint Èvre (l'église actuelle a pour patron saint Remi). Le chœur, l'abside et le clocher datent du XIIe siècle et sont classés au titre des monuments historiques par arrêté du 21 mars 1910[23],[24]. L’église est construite en belle pierre calcaire de la région de Neufchâteau bien taillée et bien appareillée. La travée sous le clocher est carrée et voûtée d'arêtes. Celle travée est éclairée au sud par une petite fenêtre romane ébrasée à l'extérieur (le mur nord a été éventré pour faire place à la porte actuelle de l'église). Extérieurement l'abside est couronnée par une corniche ornée de trois rangs de billettes. Le clocher qui s'élève sur la première travée du chœur est d'une grande élégance. La tour est divisée en deux étages. Le premier est décoré sur ses faces d'une grande arcature aveugle en plein cintre, composée de trois arcades. Ce premier étage est séparé de celui du befroi par un cordon mouluré. L'étage du beffroi est légérement en retrait sur le précédent et il est percé sur chacune de ses quatre faces de deux ouïes en plein cintre (encombrées d’abat-sons modernes). L’église est signée sur une pierre du soubassement de l’abside gravée en latin  : « Robert est devenu un maître grâce à ce travail ». Une description détaillée de la partie romane de l’église avec plan, dessins et photos est disponible dans l’ouvrage Églises romanes des Vosges[25]. Dans cet ouvrage figure aussi une description de l’église en 1858 lorsqu’elle était encore complète, basée sur des travaux de A. Humbert. Nombreuses photos couleurs sur le site Patrimoine de Lorraine[26].

Le mobilier de l'église :
* statue (petite nature) : saint Sébastien.
* meuble de sacristie.
* bâton de procession (statuette) : saint Nicolas de Myre.
* bâton de procession (statuette) : saint Remi.
* bâton de procession (statuette) : Immaculée Conception.
Le clocher contient 3 cloches en Fa3, Sol3, La3, elles sont toutes les 3 fixes. Elles ne sont pas électrifiées et c'est volontaire ce qui est rare !
Calvaire (fragments).
- Abbaye Notre-Dame de L'Étanche. Elle se trouvait avant la Révolution sur le territoire de Rollainville.
- Le Vieux Pont sur la Frezelle en amont de la Grande-Rue, datant du XVIIIe siècle[34], est classé au titre des monuments historiques par arrêté du 21 décembre 1984[35].
- La Croix-calvaire de la pelouse calcaire de Cuvegney[36] est une croix de chemin en pierre du XVIe siècle classée au titre des monuments historiques par arrêté du 20 juillet 1908[37].
- Stèle en mémoire d’Ernest Charette et Léon Aury, fusillés par les Allemands le 9 septembre 1944[38].
- Le monument aux morts[39],[40].

## Politique et administration

### Budget et fiscalité 2023

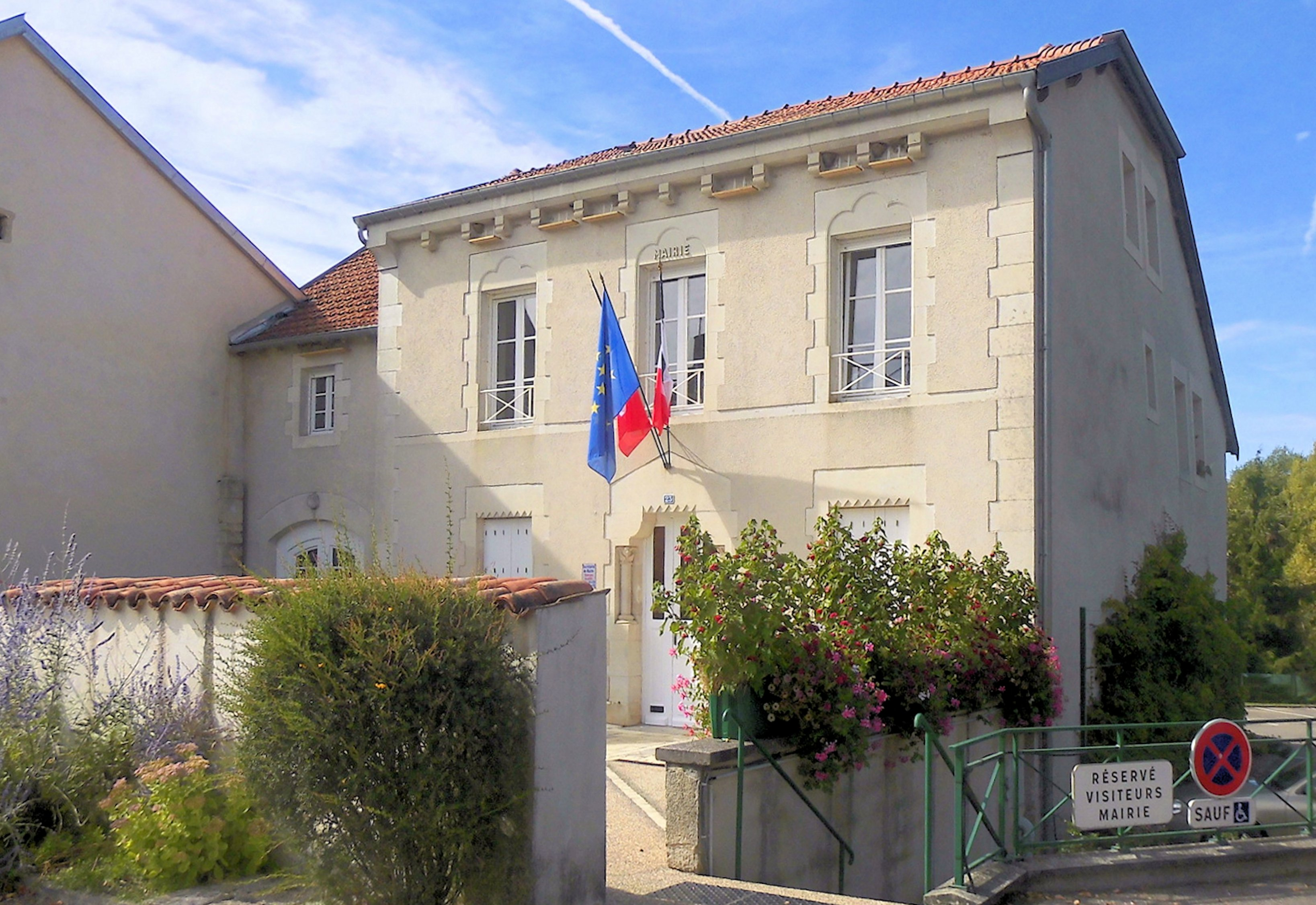
La mairie.

En 2023, le budget de la commune était constitué ainsi :
- total des produits de fonctionnement : 223 000 €, soit 689 € par habitant ;
- total des charges de fonctionnement : 182 000 €, soit 562 € par habitant ;
- total des ressources d'investissement : 150 000 €, soit 462 € par habitant ;
- total des emplois d'investissement : 84 000 €, soit 258 € par habitant ;
- endettement : 112 000 €, soit 347 € par habitant.

Avec les taux de fiscalité suivants :
- taxe d'habitation : 21,17 % ;
- taxe foncière sur les propriétés bâties : 39,64 % ;
- taxe foncière sur les propriétés non bâties : 35,52 % ;
- taxe additionnelle à la taxe foncière sur les propriétés non bâties : 0,00 % ;
- cotisation foncière des entreprises : 0,00 %.

Chiffres clés Revenus et pauvreté des ménages en 2021 : médiane en 2021 du revenu disponible, par unité de consommation : 25 450 €.

## Économie

### Entreprises et commerces

#### Agriculture
- Culture de céréales (à l'exception du riz), de légumineuses et de graines oléagineuses[43].
- Élevage de vaches laitières.

#### Tourisme
- Hébergements et restauration à Neufchâteau, Coussey, Domrémy-la-Pucelle, Bulgnéville, Contrexéville, Vittel[44].

#### Commerces
- Commerces et services de proximité[45].

### Liste des maires
| Période   | Période                       | Identité                              | Étiquette | Qualité                                        |
| --------- | ----------------------------- | ------------------------------------- | --------- | ---------------------------------------------- |
| 1896      | 1900                          | Rémy Aury (2e mandat)                 |           |                                                |
| 1900      |                               | Aimé-Charles-Jules Blondel(2e mandat) |           |                                                |
| <1935     | 1935<                         | Aimé Charles Jules Blondel            |           |                                                |
|           | mars 2001                     | Marie-Louise Aury                     |           | Institutrice                                   |
| mars 2001 | mars 2008                     | Henri Guarin                          |           |                                                |
| mars 2008 | En cours (au 18 février 2015) | Philippe Émeraux                      |           | Cadre administratif et commercial d'entreprise |

## Population et société

### Démographie

#### Évolution démographique
L'évolution du nombre d'habitants est connue à travers les recensements de la population effectués dans la commune depuis 1793. Pour les communes de moins de 10 000 habitants, une enquête de recensement portant sur toute la population est réalisée tous les cinq ans, les populations de référence des années intermédiaires étant quant à elles estimées par interpolation ou extrapolation. Pour la commune, le premier recensement exhaustif entrant dans le cadre du nouveau dispositif a été réalisé en 2008.

En 2022, la commune comptait 306 habitants, en évolution de +0,33 % par rapport à 2016 (Vosges : −2,96 %, France hors Mayotte : +2,11 %).
| 1793 | 1800 | 1806 | 1821 | 1831 | 1836 | 1841 | 1846 | 1856 |
| ---- | ---- | ---- | ---- | ---- | ---- | ---- | ---- | ---- |
| 250  | 251  | 288  | 279  | 297  | 323  | 331  | 412  | 355  |

| 1861 | 1866 | 1876 | 1881 | 1886 | 1891 | 1896 | 1901 | 1906 |
| ---- | ---- | ---- | ---- | ---- | ---- | ---- | ---- | ---- |
| 378  | 386  | 373  | 343  | 358  | 321  | 304  | 285  | 282  |

| 1911 | 1921 | 1926 | 1931 | 1936 | 1946 | 1954 | 1962 | 1968 |
| ---- | ---- | ---- | ---- | ---- | ---- | ---- | ---- | ---- |
| 263  | 209  | 234  | 222  | 207  | 215  | 187  | 210  | 235  |

| 1975 | 1982 | 1990 | 1999 | 2006 | 2008 | 2013 | 2018 | 2022 |
| ---- | ---- | ---- | ---- | ---- | ---- | ---- | ---- | ---- |
| 261  | 276  | 297  | 326  | 327  | 327  | 311  | 306  | 306  |

### Enseignement
Établissements d'enseignements :
- Écoles maternelles et primaires à Neufchâteau, Rebeuville.
- Collèges à Neufchâteau, Châtenois, Liffol-le-Grand, Mandres-sur-Vair.
- Lycées à Neufchâteau, Mandres-sur-Vair, Contrexéville.

### Santé
Professionnels et établissements de santé :
- Médecins à Neufchâteau, Coussey, Châtenois, Liffol-le-Grand, Sauvigny, Vicherey, Gironcourt-sur-Vraine.
- Pharmacies à  Neufchâteau, Coussey, Châtenois, Liffol-le-Grand, Vicherey, Gironcourt-sur-Vraine.
- Hôpitaux à Neufchâteau, Vittel, Mirecourt, Mattaincourt, Lamarche, Dommartin-lès-Toul, Toul.

### Cultes
- Culte catholique, Paroisse Saint Nicolas - Sainte Jeanne d'Arc[53], Diocèse de Saint-Dié.

## Cadre de vie
- La mairie et l'école ont été restaurées en 1830.
- Ville fleurie : quatre fleurs attribuées par le Conseil National des Villes et Villages Fleuris de France au Concours des villes et villages fleuris.

## Personnalités liées à la commune
- Médaillés de Sainte-Hélène : Chambre, Elophe Bourguignon[54].

## Pour approfondir